# Saint-Félix-de-Villadeix
Saint-Félix-de-Villadeix är en kommun i departementet Dordogne i regionen Nouvelle-Aquitaine i sydvästra Frankrike. Kommunen ligger i kantonen Lalinde som tillhör arrondissementet Bergerac. År 2022 hade Saint-Félix-de-Villadeix 319 invånare.

## Befolkningsutveckling
Antalet invånare i kommunen Saint-Félix-de-Villadeix
Referens:INSEE